# 2010年のMLBドラフト
2010年のMLBドラフト（2010 First-Year Player Draft）、メジャーリーグベースボール (MLB)の第51回ドラフト会議で、2010年6月に行われたアマチュアドラフトである。
1巡目全体13位でシカゴ・ホワイトソックスに指名されて入団したクリス・セールはこの年に唯一MLBでの出場を果たした。

## 1巡目指名
|  | = オールスター |  | = WBC出場  |  |
|  | = MLB未出場    |  | = 契約せず |  |

| 順位 | 選手                           | チーム                                     | 守備位置 | 学校                             |
| ---- | ------------------------------ | ------------------------------------------ | -------- | -------------------------------- |
| 1    | ブライス・ハーパー             | ワシントン・ナショナルズ                   | 外野手   | サザン・ネバダ大学               |
| 2    | ジェイムソン・タイヨン         | ピッツバーグ・パイレーツ                   | 投手     | ウッドランズ高校 (TX)            |
| 3    | マニー・マチャド               | ボルチモア・オリオールズ                   | 遊撃手   | Brito High School (FL)           |
| 4    | クリスチャン・コローン         | カンザスシティ・ロイヤルズ                 | 遊撃手   | カリフォルニア州立大学フラトン校 |
| 5    | ドリュー・ポメランツ           | クリーブランド・インディアンス             | 投手     | ミシシッピ大学                   |
| 6    | バレット・ルークス             | アリゾナ・ダイヤモンドバックス             | 投手     | テキサスA&M大学                  |
| 7    | マット・ハービー               | ニューヨーク・メッツ                       | 投手     | ノースカロライナ大学             |
| 8    | デライノ・デシールズ・ジュニア | ヒューストン・アストロズ                   | 二塁手   | ウッドウォード・アカデミー (GA)  |
| 9    | カーステン・ウィットソン       | サンディエゴ・パドレス                     | 投手     | Chipley High School              |
| 10   | マイケル・チョイス             | オークランド・アスレチックス               | 外野手   | テキサス大学アーリントン校       |
| 11   | デック・マグワイア             | トロント・ブルージェイズ                   | 投手     | ジョージア工科大学               |
| 12   | ヤズマニ・グランダル           | シンシナティ・レッズ                       | 捕手     | マイアミ大学                     |
| 13   | クリス・セール                 | シカゴ・ホワイトソックス                   | 投手     | フロリダ・ガルフ・コースト大学   |
| 14   | ディラン・コービー             | ミルウォーキー・ブルワーズ                 | 投手     | Maranatha High School            |
| 15   | ジェイク・スコール             | テキサス・レンジャーズ                     | 外野手   | Blessed Trinity High School      |
| 16   | ヘイデン・シンプソン           | シカゴ・カブス                             | 投手     | サザン・アーカンソー大学         |
| 17   | ジョシュ・セール               | タンパベイ・レイズ                         | 外野手   | Bishop Blanchet High School      |
| 18   | ケイレブ・カワート             | ロサンゼルス・エンゼルス・オブ・アナハイム | 三塁手   | Cook High School                 |
| 19   | マイク・フォルテネービッチ     | ヒューストン・アストロズ                   | 投手     | ミノッカ高校 (IL)                |
| 20   | コルブリン・バイテック         | ボストン・レッドソックス                   | 二塁手   | ボール州立大学                   |
| 21   | アレックス・ウィマーズ         | ミネソタ・ツインズ                         | 投手     | オハイオ州立大学                 |
| 22   | ケリン・デグラン               | テキサス・レンジャーズ                     | 捕手     | R.E. Mountain Secondary School   |
| 23   | クリスチャン・イエリッチ       | フロリダ・マーリンズ                       | 外野手   | ウェストレイク高校 (CA)          |
| 24   | ゲイリー・ブラウン             | サンフランシスコ・ジャイアンツ             | 外野手   | カリフォルニア州立大学フラトン校 |
| 25   | ザック・コックス               | セントルイス・カージナルス                 | 三塁手   | アーカンソー大学                 |
| 26   | カイル・パーカー               | コロラド・ロッキーズ                       | 外野手   | クレムゾン大学 (SC)              |
| 27   | ジェシー・ビドル               | フィラデルフィア・フィリーズ               | 投手     | Germantown Friends High School   |
| 28   | ザック・リー                   | ロサンゼルス・ドジャース                   | 投手     | McKinney High School             |
| 29   | キャム・ベドローシアン         | ロサンゼルス・エンゼルス・オブ・アナハイム | 投手     | East Coweta High School          |
| 30   | チェビー・クラーク             | ロサンゼルス・エンゼルス・オブ・アナハイム | 外野手   | Marietta High School             |
| 31   | ジャスティン・オコナー         | タンパベイ・レイズ                         | 捕手     | Cowan High School                |
| 32   | シト・カルバー                 | ニューヨーク・ヤンキース                   | 遊撃手   | Irondequoit High School          |

## 1巡目補足指名
| 順位 | 選手                           | チーム                                     | 守備位置 | 学校                            |
| ---- | ------------------------------ | ------------------------------------------ | -------- | ------------------------------- |
| 33   | マイケル・カバスニカ           | ヒューストン・アストロズ                   | 捕手     | ミネソタ大学                    |
| 34   | アーロン・サンチェス           | トロント・ブルージェイズ                   | 投手     | Barstow High School             |
| 35   | マット・リプカ                 | アトランタ・ブレーブス                     | 遊撃手   | McKinney High School            |
| 36   | ブライス・ブレンツ             | ボストン・レッドソックス                   | 外野手   | ミドルテネシー州立大学          |
| 37   | テイラー・リンジー             | ロサンゼルス・エンゼルス・オブ・アナハイム | 遊撃手   | Desert Mountain High School     |
| 38   | ノア・シンダーガード           | トロント・ブルージェイズ                   | 投手     | Legacy High School              |
| 39   | アンソニー・ラナウド           | ボストン・レッドソックス                   | 投手     | ルイジアナ州立大学              |
| 40   | ライアン・ボールデン           | ロサンゼルス・エンゼルス・オブ・アナハイム | 外野手   | Madison Central High School     |
| 41   | アッシャー・ウォジェハウスキー | トロント・ブルージェイズ                   | 投手     | シタデル大学                    |
| 42   | ドリュー・ベットルソン         | タンパベイ・レイズ                         | 外野手   | Central Kitsap High School      |
| 43   | タイフアン・ウォーカー         | シアトル・マリナーズ                       | 投手     | Yucaipa High School             |
| 44   | ニック・カステヤノス           | デトロイト・タイガース                     | 三塁手   | Archbishop McCarthy High School |
| 45   | ルーク・ジャクソン             | テキサス・レンジャーズ                     | 投手     | Calvary Christian Academy       |
| 46   | セス・ブレア                   | セントルイス・カージナルス                 | 投手     | アリゾナ州立大学                |
| 47   | ピーター・タゴ                 | コロラド・ロッキーズ                       | 投手     | Dana Hills High School          |
| 48   | チャンス・ラフィン             | デトロイト・タイガース                     | 投手     | テキサス大学オースティン校      |
| 49   | マイク・オルト                 | テキサス・レンジャーズ                     | 三塁手   | コネチカット大学                |
| 50   | タイレル・ジェンキンス         | セントルイス・カージナルス                 | 投手     | Henderson High School           |

### その他注目選手
| 巡 目 | 順 位 | 選 手                    | チ ｜ ム                       | 守 備 位 置 | 学 校                                   |
| ----- | ----- | ------------------------ | ------------------------------ | ----------- | --------------------------------------- |
| 2     | 51    | サミー・ソリス           | ワシントン・ナショナルズ       | 投手        | サンディエゴ大学                        |
| 2     | 53    | トッド・カニンガム       | アトランタ・ブレーブス         | 外野手      | ジャクソンビル州立大学                  |
| 2     | 54    | ブレット・アイブナー     | カンザスシティ・ロイヤルズ     | 外野手      | アーカンソー大学                        |
| 2     | 57    | ブランドン・ワークマン   | ボストン・レッドソックス       | 投手        | テキサス大学オースティン校              |
| 2     | 58    | ビンス・ベラスケス       | ヒューストン・アストロズ       | 投手        | ギャレイ高等学校 (CA)                   |
| 2     | 59    | ジェド・ジョーコ         | サンディエゴ・パドレス         | 二塁手      | ウェストバージニア大学                  |
| 2     | 63    | ジェイク・ペトリッカ     | シカゴ・ホワイトソックス       | 投手        | インディアナ州立大学                    |
| 2     | 64    | ジミー・ネルソン         | ミルウォーキー・ブルワーズ     | 投手        | アラバマ大学                            |
| 2     | 68    | ドリュー・スマイリー     | デトロイト・タイガース         | 投手        | アーカンソー大学                        |
| 2     | 70    | アンドレルトン・シモンズ | アトランタ・ブレーブス         | 遊撃手      | ウェスタンオクラホマ州立大学            |
| 2     | 71    | ニコ・グッドラム         | ミネソタ・ツインズ             | 遊撃手      | ファイエット・カウンティ高等学校        |
| 2     | 73    | ロブ・ラスムッセン       | フロリダ・マーリンズ           | 投手        | カリフォルニア大学ロサンゼルス校        |
| 2     | 74    | ジャレット・パーカー     | サンフランシスコ・ジャイアンツ | 外野手      | バージニア大学                          |
| 2     | 76    | チャド・ベティス         | コロラド・ロッキーズ           | 投手        | テキサス工科大学                        |
| 2     | 79    | デレク・ディートリック   | タンパベイ・レイズ             | 遊撃手      | ジョージア工科大学                      |
| 3     | 87    | トニー・ウォルターズ     | クリーブランド・インディアンス | 遊撃手      | ランチョ・ブエナビスタ高校 (CA)         |
| 3     | 95    | アディソン・リード       | シカゴ・ホワイトソックス       | 投手        | サンディエゴ州立大学                    |
| 3     | 96    | タイラー・ソーンバーグ   | ミルウォーキー・ブルワーズ     | 投手        | チャールストン・サザン大学 (SC)         |
| 3     | 104   | J.T.リアルミュート       | フロリダ・マーリンズ           | 捕手        | カール・アルバート高校 (OK)             |
| 4     | 116   | A.J.コール               | ワシントン・ナショナルズ       | 投手        | オビエド高校 (FL)                       |
| 4     | 126   | サム・ダイソン           | トロント・ブルージェイズ       | 投手        | サウスカロライナ大学                    |
| 4     | 132   | ジェームズ・パクストン   | シアトル・マリナーズ           | 投手        | グランドプレーリー・エアーホッグス      |
| 4     | 135   | エディ・ロザリオ         | ミネソタ・ツインズ             | 外野手      | ラファエル・ロペス・ランドロン高校 (PR) |
| 4     | 140   | ラッセル・ウィルソン     | コロラド・ロッキーズ           | 外野手      | ノースカロライナ州立大学                |
| 5     | 160   | マット・シーザー         | シカゴ・カブス                 | 外野手      | ビラノバ大学 (PA)                       |
| 5     | 166   | ジャスティン・グリム     | テキサス・レンジャーズ         | 投手        | ジョージア大学                          |
| 5     | 168   | ヒース・ヘンブリー       | サンフランシスコ・ジャイアンツ | 投手        | カレッジ・オブ・チャールストン (SC)     |
| 5     | 175   | トミー・ケインリー       | ニューヨーク・ヤンキース       | 投手        | リン大学 (FL)                           |
| 6     | 179   | スコット・アレクサンダー | カンザスシティ・ロイヤルズ     | 投手        | ソノマ州立大学 (CA)                     |
| 6     | 193   | ブライアン・ホラデイ     | デトロイト・タイガース         | 捕手        | テキサスクリスチャン大学                |
| 6     | 194   | デービッド・ブキャナン   | フィラデルフィア・フィリーズ   | 投手        | ジョージア州立大学                      |
| 7     | 227   | マーク・カナ             | フロリダ・マーリンズ           | 外野手      | カリフォルニア大学バークレー校          |
| 7     | 229   | グレッグ・ガルシア       | セントルイス・カージナルス     | 遊撃手      | ハワイ大学マノア校                      |
| 8     | 251   | メリル・ケリー           | タンパベイ・レイズ             | 投手        | アリゾナ州立大学                        |
| 8     | 252   | ジャバリ・ブラッシュ     | シアトル・マリナーズ           | 外野手      | マイアミ・デイド大学 (FL)               |
| 8     | 260   | コーリー・ディッカーソン | コロラド・ロッキーズ           | 外野手      | メリディアン・コミュニティカレッジ (MS) |
| 8     | 264   | コール・カルフーン       | ロサンゼルス・エンゼルス       | 投手        | アリゾナ州立大学                        |
| 9     | 269   | ウィット・メリフィールド | カンザスシティ・ロイヤルズ     | 外野手      | サウスカロライナ大学                    |
| 9     | 272   | ジェイコブ・デグロム     | ニューヨーク・メッツ           | 投手        | ステッソン大学 (FL)                     |
| 9     | 289   | タイラー・ライオンズ     | セントルイス・カージナルス     | 投手        | オクラホマ州立大学                      |
| 10    | 325   | ベン・ギャメル           | ニューヨーク・ヤンキース       | 外野手      | ビショップ・ケニー高校 (FL)             |
| 11    | 348   | アダム・デュバル         | サンフランシスコ・ジャイアンツ | 二塁手      | ルイビル大学 (KY)                       |
| 11    | 352   | ジョク・ピーダーソン     | ロサンゼルス・ドジャース       | 外野手      | パロ・アルト高校 (CA)                   |
| 12    | 356   | ロビー・レイ             | ワシントン・ナショナルズ       | 投手        | ブレントウッド高校 (TN)                 |
| 13    | 415   | タイラー・オースティン   | ニューヨーク・ヤンキース       | 捕手        | ヘリテージ学校 (GA)                     |
| 17    | 527   | ザック・ニール           | フロリダ・マーリンズ           | 投手        | オクラホマ大学                          |
| 19    | 571   | アダム・イートン         | アリゾナ・ダイヤモンドバックス | 外野手      | マイアミ大学 (FL)                       |
| 20    | 618   | ブレット・ボウチー       | サンフランシスコ・ジャイアンツ | 投手        | カンザス大学                            |
| 23    | 704   | エバン・ガティス         | アトランタ・ブレーブス         | 捕手        | en:University of Texas Permian Basin    |
| 23    | 707   | ブレイク・トレイネン     | フロリダ・マーリンズ           | 投手        | サウスダコタ州立大学                    |
| 31    | 941   | ケビン・キアマイアー     | タンパベイ・レイズ             | 外野手      | パークランド・カレッジ (IL)             |